# واغارشاک سارگسیان
واغارشاک باگراتی سارگسیان (ارمنی: Վաղարշակ Բագրատի Սարգսյան؛ زاده ۲۷ ژوئن ۱۹۲۴ - درگذشته ۲۰۰۴) نقاش اهل ارمنستان بود.

## زندگی‌نامه
وی در ۲۷ ژوئن ۱۹۲۴ در نخجوان به دنیا آمد و از کالج دولتی هنرهای زیبای پانوس ترلمزیان (۱۹۴۷) و انستیتو دولتی هنری و نمایشی ایروان (۱۹۵۵) فارغ‌التحصیل گشت. وی عضو اتحادیه نقاشان ارمنستان بود. وی همچنین برنده جوایزی همچون نقاش شایسته ارمنستان شوروی (۱۹۸۰) شد. وی در ۲۰۰۴ در سن ۸۰ سالگی در ایروان درگذشت.